# Willi Wrenger
Wilhelm Wrenger (* 15. April 1938 in Essen) ist ein ehemaliger deutscher Fußballspieler.

## Karriere
Wrenger begann seine Fußball-Laufbahn beim ESV Essen. 1958 ging er zu Rot-Weiss Essen. 1959 spielte er erstmals in der ersten Mannschaft der Rot-Weissen in der Oberliga West. Ein Jahr später wechselte er zum 1. FC Köln. 1961 zog er weiter zu Rot-Weiß Oberhausen, bevor er 1963, mit Beginn der Fußball-Bundesliga, zum 1. FC Kaiserslautern wechselte. Nachdem er 1967 die Pfälzer verlassen hatte, ging er 1968 für ein Jahr in die USA zu den St. Louis Stars, wo er mit der von Rudi Gutendorf trainierten Mannschaft unter anderem auch gegen den legendären Pelé und dessen Santos FC antreten durfte. Wieder zurück in Deutschland folgten noch Stationen bei DJK Gütersloh in der zweitklassigen Regionalliga West (37/5) von 1969 bis 1971 und 1971/72 beim FC Homburg in der Regionalliga Südwest (13/4).
Der gelernte Stahlbauschlosser arbeitete später auch als Trainer im Amateurbereich und hatte seinen Wohnsitz in Kaiserslautern.

## Vereinsstationen

### Als Spieler
- ESV Essen
- 1958–1960 Rot-Weiss Essen
- 1960–1961 1. FC Köln
- 1961–1963 Rot-Weiß Oberhausen
- 1963–1967 1. FC Kaiserslautern
- 1968 St. Louis Stars
- 1969 Pittsburgh Phantoms
- 1969–1971 DJK Gütersloh
- FC 08 Homburg
- TuS Hohenecken

### Als Trainer
- ASV Idar-Oberstein
- TSC Zweibrücken
- SV Otterberg

## Statistik
- 1. Bundesliga
61 Spiele; 11 Tore, 2 Platzverweise (1. FC Kaiserslautern)

- Oberliga West
17 Spiele; 2 Tore (Rot-Weiss Essen)
15 Spiele; 4 Tore (1. FC Köln)
23 Spiele; 8 Tore (Rot-Weiß Oberhausen)

- Fußball-Regionalliga West
37 Spiele; 5 Tore (DJK Gütersloh)

- Fußball-Regionalliga Südwest
13 Spiele; 4 Tore (FC Homburg)